# گورا (شهرستان میندزیخوت)
گورا (به لاتین: Góra) یک روستا در لهستان است که در گمینا شراکوو واقع شده‌است. گورا ۱۹۲ نفر جمعیت دارد.